# Govern a l'exili de l'Armènia Occidental
El Govern a l'exili de l'Armènia Occidental és un òrgan polític format per exiliats armenis a París el 4 de febrer de 2011 per reclamar l'Armènia Wilsoniana que fou concedida per laude del president Woodrow Wilson el 22 de novembre de 1920, per la seva posterior unió a la república d'Armènia. El govern fou format pel Consell Nacional d'Armènia Occidental que es declara hereu del Consell Nacional que va existir a la zona, sota ocupació russa, entre 1916 i 1918, i va celebrar congressos el 1917 i 1919. El govern a l'exili reclama el nom d'Hayrénik pel país en lloc del ara poc utilitzat Armènia turca.
La bandera del Govern és blau cel dividida en quatre parts per una creu (símbol de cristianisme) de tres colors (taronja, blau fosc, taronja); al centre de la creu es forma un rombe amb la part blau fosc, a la que s'entrellaça un quadrat del mateix color per forma junts una estrella de 8 puntes; el interior de l'estrella és blanc i té l'anomenada roda de l'eternitat. Representaria l'altiplà armeni com a lloc de naixement de la civilització.